# La Caneli
La Caneli, nombre artístico de Alberto Fernández, es una drag queen, divulgadora y presentadora española. Fue colaboradora en el programa de La Sexta Más vale sábado y es presentadora de los podcasts ¡Ay, la Caneli! y Canelis & Dragonas.

## Primeros años
Caneli salió del armario como hombre gay entre la edad de 19 y 20 años, al no ser capaz de vivir más tiempo en tensión, ocultando por miedo su identidad. 
Durante su juventud se refugió en las representaciones de personajes LGBT en el cine y la televisión, citando entre sus referentes películas como Brokeback Mountain y The Rocky Horror Picture Show. Esta conexión le llevó a dedicarse de una forma más profesional a la divulgación del cine LGBT.

## Carrera
La Caneli comenzó su carrera en el arte drag a través de experimentar con el género en privado, probando vestimentas tradicionalmente asociadas a la mujer. Sin embargo, no descubrió el drag hasta el año 2007, al ver actuar en directo a Las Fellini.
En julio de 2023 fue entrevistada por Cadena SER junto a la personalidad de Internet Esty Quesada, en una entrevista centrada especialmente en la cultura underground y la filmografía de John Waters.
En septiembre de ese mismo año La Caneli fue anunciada como colaboradora fija del programa de La Sexta Más vale sábado, teniendo una sección fija cada sábado. Esta la comparó con la situación que se vivió en España dos décadas atrás, cuando la artista drag Deborah Ombres aparecía también en programas y medios generalistas. Durante su segmento en el primer episodio del programa contó además con la colaboración de las drag queens Diana Dardo y La Sorny. Tras la filmación del primer episodio del programa, que incluyó filmaciones fuera de plató, tanto La Caneli como sus compañeras fueron víctimas de una agresión homófoba, en la que tuvo que interferir la policía. Un transeúnte profirió contra ellas insultos y palabras malsonantes como «asqueroso», «hijo de puta» y «maricón de mierda», como se pudo comprobar en una grabación que se viralizó a través de redes sociales.

## Filmografía

### Cine
| Año  | Título                 | Papel      | Notas        |
| ---- | ---------------------- | ---------- | ------------ |
| 2021 | La revolución bailando | Ella misma | Documental   |
| 2022 | Juan Carlos            | Drag Queen | Cortometraje |

### Televisión
| Año  | Título          | Papel        | Notas      |
| ---- | --------------- | ------------ | ---------- |
| 2022 | Pride           | Ella misma   | 1 episodio |
| 2023 | Más vale sábado | Colaboradora | 1 episodio |

## Podcast
| Año       | Título             | Papel        | Notas        |
| --------- | ------------------ | ------------ | ------------ |
| 2019-2024 | ¡Ay, la Caneli!    | Presentadora | 79 episodios |
| 2021-2024 | Canelis & Dragonas | Presentadora | 32 episodios |